# Francisco Hernández de Córdoba
Pour les articles homonymes, voir Francisco Hernández de Córdoba (homonymie).
Francisco Hernández de Córdoba, né vers 1475 à Cordoue (royaume de Castille) et mort en 1518 à Sancti Spíritus (Cuba), est un conquistador espagnol, qui, parti de Cuba, découvre en 1517 le Yucatán.

## Biographie

### L'expédition au Yucatan (1517)
Le 8 février 1517, missionné par le gouverneur de Cuba, Diego Velázquez de Cuéllar, il part pour une expédition d'exploration. 
Il atteint le Yucatan, péninsule qui fait partie du continent américain, et découvre la civilisation maya. 
Durant ce voyage, raconté par Bernal Díaz del Castillo, la moitié des soldats est tuée et l'autre moitié blessée. 
Fernando Hernández, lui-même gravement blessé, meurt peu après son retour à La Havane.